# Politiques racistes du Troisième Reich
Le Troisième Reich a mis en place diverses politiques racistes et hiérarchiques, dont la plus célèbre incarnation demeure les lois de Nuremberg de 1935. Néanmoins, ce programme raciste, fondé sur le mythe de la « race aryenne » et des thèses racialistes, comportait d'autres volets, tels le programme T-4 d'euthanasie, ou un programme eugénique visant à la « pureté raciale ». Ces politiques culminèrent durant la Seconde Guerre mondiale dans le génocide des Juifs européens, Porrajmos (l'extermination des Tsiganes), le massacre de populations slaves sur le Front de l'Est, la répression des homosexuels et les mauvais traitements infligés aux Allemands noirs, allant jusqu'à la castration. Le paragraphe 175 du code pénal allemand interdisait depuis longtemps l'homosexualité.